# Hal David
Harold Lane "Hal" David (25. května 1921 New York – 1. září 2012 Los Angeles, Kalifornie) byl americký textař. Vyrůstal v Brooklynu v New Yorku. Je známý jako spolupracovník skladatele Burta Bacharacha a Dionne Warwick.

## Životopis
Narodil se 25. května 1921 v New Yorku, do rakouské židovské rodiny, rodiči byli Lina (née Goldberg) a Gedalier David. Pracoval s Morty Nevinsem z The Three Suns na čtyřech písních pro film Two Gals a Guy (1951) s Janice Page a Robert Alda. Od roku 1957 pracoval v duetu s hudebním skladatelem Burtem Bacharachem, s nímž spolupracoval během následujících dvou desetiletí. Poprvé se setkali se slavnou hudbou v budově Brill v New Yorku (1957). Jednou z jejich prvních spoluprací byla píseň "Příběh mého života", kterou natočil Marti Robbins (1957), a píseň "Magic Moments", napsaná pro Perry Como. V šedesátých a počátkem sedmdesátých let dvacátého století David napsal mnoho hitů pro umělce, jako byli Dion Warwick (Walk on By a Do You Know the Way to San Jose), Carpenters, Dusty Springfield (The Look of Love a Wishin a Hopin), BJ Thomas, Jean Pitney, Tom Jones (What’s New, Pussycat?), Jackie De Shannon a další. V roce 1967 Hal David a Bacharach napsali hudbu pro špionážní film "Casino Royale" (píseň The Look of Love). Jednou z nejpopulárnějších melodií v roce 1968 byla píseň "This Guy’s in Love with You" (video), kterou vydal majitel jeho labelu A & M Records - Herb Alpert. V roce 1969 získali Oscara za slavnou píseň "Raindrops keep Fallin 'on My Head" (video, čtyři týdny č. 1 na Billboard Hot 100) z filmu Butch Cassidy a Sundance Kid. V roce 1970 získali Grammy Award v kategorii pro hudební album "Promises, Promises". V roce 2011 byla dvojice David a Bacharach oceněna prestižní Gershwinovou cenou Kongresu za svůj příspěvek k populární skladbě. Takové ocenění před nimi získal například Paul Simon, Stevie Wonder nebo Paul McCartney), nicméně kvůli nemoci se David nemohl osobně účastnit slavnostního předání 9. května 2012 ve Washingtonu.

## Úspěchy
- 1972: uveden do the Songwriters Hall of Fame
- V říjnu 2011 byl David oceněn hvězdou na Hollywoodském chodníku slávy.
- Rolling Stone uvedl Davida v roce 2015 společně s Burtem Bacharachem na 32 místě ze 100 nejlepších skladatelů všech dob.

## Práce na Broadwayi
- Promises, Promises (musical) (1968) – Hudební divadlo – textař – Tony nominace za Nejlepší Musical
- André DeShield's Haarlem Nocturne (1984) – revue – představuje skladatel
- The Look of Love (2003) – revue – textař